# Australian Democrats
De Australian Democrats vormen sinds 1977 een Australische sociaal-liberale politieke partij, met als eerste sleutelfiguur voormalig liberaal minister Don Chipp. De Australian Democrats keren zich in tegen neoliberalisme en zijn ook de eerste Australische partij die groene standpunten heeft ingenomen. Over drie decennia heen raken de Democrats vertegenwoordigd in de deelstaatparlementen van het Australisch Hoofdstedelijk Territorium, Zuid-Australië, New South Wales, West-Australië en Tasmanië en in de Senaat. In 2008 kwam er een einde aan de vertegenwoordiging van de partij in de Australische Senaat.

## Geschiedenis

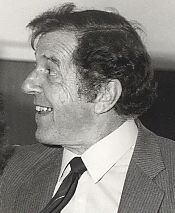
Don Chipp, leider van de partij tussen 1977 en 1986.

In 1977 stapt Don Chipp uit de Liberal Party. Aanvankelijk wil hij de politiek vaarwel zeggen, maar hij wordt aangespoord om de eerste leider te worden van een partij in oprichting. De partij komt voort uit twee andere partijen: de Australia Party en de Liberal Movement. Bij de federale verkiezingen van 1977 behalen de Australian Democrats meteen 9,38% voor het House of Representatives en iets meer dan 11% voor de Senaat. De eerste twee Senaatszetels worden gewonnen, waaronder een voor Don Chipp.
In 1980 geeft Chipp aan dat het de bedoeling is om met zijn partij “to keep the bastards honest.” Met die ‘bastards’ bedoelt hij de grote partijen en meer algemeen de politici. In hetzelfde jaar krijgen de Democrats er nog eens drie Senaatszetels bij, wat het totaal op vijf brengt.
In 1990 wordt Janet Powell verkozen tot leider. In haalt de partij 12,6% van de stemmen bij de verkiezingen, een percentage dat men nooit meer zal halen. In de context van de Eerste Golfoorlog valt Powell zowel regering als oppositie aan die beiden de oorlog niet ongenegen zijn. Powells tegenstand tegen de oorlog leidt tot heel wat negatieve publiciteit voor de partij en uiteindelijk ook tot gemor binnen de eigen rangen. Uiteindelijk wordt Janet Powell vervangen door vicevoorzitter John Coulter. Ze verlaat de partij samen met heel wat leidende figuren van de partij uit de deelstaat Victoria.
In de periode van de Laborregeringen van Hawke en Keating positioneren de Democrats zich zelfs links van de ALP op economisch vlak. Onder de aanhangers zijn veel middenklassers en vrouwen die het niet eens zijn met het sociaal conservatieve en reaganiaans-thatcheriaans economische programma van de liberalen.
Ten tijde van voornoemde Laborregeringen hebben de Democrats de keuze om samen met de sociaaldemocraten wetgeving te stemmen, of ze juist samen met de liberale oppositie te blokkeren. Nadat de liberalen in 1996 aan de macht komen blijven ze belangrijk om de coalitie van liberalen en Nationals aan een meerderheid in de Senaat te helpen. Dit blijft het geval tot in 2004 de conservatieve Coalition een meerderheid in de Senaat haalt.
In 1993 komt Cheryl Kernot aan het hoofd van de partij. Zij weet de aandacht van de media te trekken en zet banden op met de industrie. In 1996 zullende Australian Democrats zelfs voor de industriewet van de rechtse regering Howard stemmen. Dit betekent geenszins dat Kernot zich niet langer verzet tegen de liberale regering. In 1997 loopt zij over naar de ALP omdat ze een rol voor haar ziet weggelegd in de regering. Bij de verkiezingen een jaar later slagen de Democrats er net niet in om de zetel van een liberale minister te veroveren. In de daaropvolgende jaren onderhandelen de Democrats opnieuw met de liberalen over een nieuw belastingssysteem.

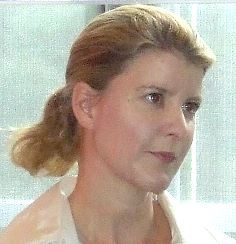
Natasha Stott-Despoja

Interne conflicten in de vroege jaren 2000 beschadigen de partij. In 2001 wordt leider Meg Lees na een bittere streed opgevolgd door Natasha Stott Despoja. Ondanks alles is het resultaat van de verkiezingen in 2001 niet bijzonder slecht (7,3%), al verliest men toch een Senaatszetel. De spanningen tussen Stott Despoja en Lees blijven echter totdat Stott Despoja afstand doet van het leiderschap in 2002. In hetzelfde jaar verlaat Meg Lees de partij om de Australian Progressive Alliance op te richten. Andrew Bartlett wordt de nieuwe leider tot hij in 2003 in dronken toestand een liberale senator aanvalt. Vicevoorzitter Lyn Allison neemt daarop het leiderschap van de partij waard. In 2004 keert Bartlett (na behandeling van zijn alcoholprobleem) terug aan het hoofd van de partij.
De verkiezingen van 2004 verlopen voor de partij rampzalig: er zit slechts 1,24% van de stemmen in. Drie senatoren verdwijnen en Lyn Allison wordt opnieuw leider, terwijl Bartlet vicevoorzitter wordt. Bovendien heeft de conservatieve regering een meerderheid van de stemmen in de Senaat, wat de Australian Democrats in casu overbodig maakt.
Verschillende deelstaatverkiezingen in 2006 verlopen niet al te best, als de partij er overigens al in slaagt een lijst samen te stellen. Nog in 2006 overlijdt de stichter van de partij, Don Chipp. Voormalige eerste minister Bob Hawke merkt op dat het overlijden van Chipp samenvalt met de doodstrijd die zijn partij aan het voeren is. Het jaar 2007 brengt geen beterschap. In de federale verkiezingen gaan twee senaatszitjes verloren terwijl twee andere senatoren (onder andere Stott Despoja) niet langer opkomen. In 2009 verlaat ook de laatste parlementair van de Democrats (in Zuid-Australië) de partij. In de federale verkiezingen van 2010 haalt de partij nog slechts 17 655 stemmen wat overeenkomt met 0,17 ten honderd.

## Ideologie
Op ideologische vlak zijn de Australian Democrats een centristische, sociaal-liberale en om het milieu bekommerde partij die er op economisch vlak keynesiaanse standpunten op nahoudt. Zoals mocht blijken ten tijde van de Eerste Golfoorlog is de partij pacifistisch ingesteld. Daarnaast is ze ook een verdediger van mensenrechten en vrijheden. Ook zijn de Democrats voor het hanteren van het systeem van evenredige vertegenwoordiging bij verkiezingen.